# Відокремлена фермерська садиба
Відокремлена фермерська садиба — земельна ділянка разом з розташованими на ній житловим будинком, господарсько-побутовими будівлями, наземними і підземними комунікаціями, багаторічними насадженнями, яка знаходиться за межами населеного пункту (ч. 3 ст. Закону України «Про фермерське господарство»).

## Отримання статусу відокремленої фермерської садиби
Для отримання статусу відкоремленої фермерської садиби необхідна сукупність наступних ознак:
1. Розміщення фермерського господарства на земельній ділянці за межами населеного пункту
2. Наявність на земельній ділянці фермерського господарства житлових та господарських будівель
3. Житловий будинок має бути будівлею капітального типу, спорудженою з дотриманням законодавчих вимог, придатною для постійного проживання
4. Фермерському господарству має бути присвоєна поштова адреса
5. Члени фермерського господарства, у т. ч. голова, мають бути зареєстровані та проживати на території фермерського господарства
6. Житло членів фермерського господарства має бути облаштоване за межами населеного пункту
7. Наявність наземних і підземних комунікацій, багаторічних насаджень[2]

Порядок використання коштів, передбачених у державному бюджеті для надання підтримки фермерським господарствам, передбачає, що для отримання фінансової допомоги на безповоротній основі необхідно надати, зокрема, довідку виконвачого комітету сільської, селищної чи міської ради, районної, Севастопольської міської держадміністрацій, про те, що фермерське господарство має відокремлену фермерську садибу.

## Статут фермерського господарства з відокремленою фермерською садибою
У статуті [Архівовано 30 жовтня 2020 у Wayback Machine.] фермерського господарства з відокремленою фермерською садибою мають бути зазначені:
1. Присвоєна ФГ поштова адреса
2. Положення про статус відокремленої фермерської садиби

Власна назва фермерського господарства також може вказувати на наявність у фермерського господарства статусу відокремленої фермерської садиби, наприклад "фермерське господарство "КОЛОС" з відокремленою фермерською садибою".